# Susanna Cenni
Susanna Cenni (Monteroni d'Arbia, 17 aprile 1963) è una politica italiana, deputata per il Partito Democratico dal 2008 al 2022 e sindaca di Poggibonsi dal 2024.

## Biografia
Nata il 17 aprile 1963 a Monteroni d'Arbia, in provincia di Siena, ma vive a Poggibonsi, dove si è diplomata all'Istituto tecnico commerciale "Roncalli", si è iscritta alla facoltà di scienze politiche all'Università degli Studi di Siena ma senza terminare gli studi, ed è una dipendente pubblico dell'amministrazione provinciale di Siena.

### Attività politica
Il suo impegno in politica nasce nella terra nativa fin da giovane, ricoprendo diversi incarichi nel Partito Comunista Italiano, nel Partito Democratico della Sinistra aderendo alla svolta della Bolognina di Achille Occhetto e, aderendo alla svolta di Massimo D'Alema, nei Democratici di Sinistra, facendo parte delle federazioni di Siena e Valdelsa e degli organismi politici regionali in Toscana.
Dal 1985 al 1990 viene eletta Consigliere Comunale a Poggibonsi.
Dal 1997 al 2000 ricopre l'incarico di Presidente dell'ATO del Bacino Ombrone, organizzando il consorzio dell'autorità ai sensi della legge Galli.
Nel 2007 aderisce convintamente al percorso di nascita del Partito Democratico (PD),  venendo eletta nella Costituente nazionale.
Dal 2000 al 2005, ha ricoperto l'incarico di assessore della Regione Toscana al turismo, commercio, fiere nel primo mandato di Claudio Martini. Dal 2005 è stata assessore regionale all'agricoltura, foreste, caccia, pesca e quello alle politiche di Genere.
Nel suo mandato in Regione 2000/2005 vara il primo codice regionale del Commercio, Il primo EuroMeeting tra regioni Europee sul turismo sostenibile , un protocollo per le donne che viaggiano sole (Benvenute in Toscana). Dal 2005 lavora al PSR Toscano, in modo particolare allo sviluppo della biodiversità, al biologico, agli investimenti per il rafforzamento delle filiere, nonché alla legge regionale sulla cittadinanza di Genere.

#### Elezione a deputata
Alle elezioni politiche del 2008 è stata candidata alla Camera dei deputati, tra le liste del PD nella circoscrizione Toscana in diciannovesima posizione, risultando come ultima degli eletti a deputata. Nella XVI legislatura della Repubblica è stata componente della 13ª Commissione Agricoltura e della Commissione parlamentare d'inchiesta sulle attività illecite connesse al ciclo dei rifiuti.
Alla politiche del 2013 viene ricandidata alla Camera, tra le liste del Partito Democratico nella medesima circoscrizione in sesta posizione, venendo rieletta a Montecitorio. Nel corso della XVII legislatura è stata membro della Commissione speciale per l'esame degli atti urgenti presentati dal Governo, della 13ª Commissione Agricoltura, della 5ª Commissione Bilancio, tesoro e programmazione, della Commissione parlamentare d'inchiesta sulla contraffazione, della pirateria in campo commerciale e del commercio abusivo e della Commissione parlamentare d'inchiesta sul sistema bancario e finanziario.
Alle elezioni primarie del PD del 2017 ha sostenuto la mozione di Andrea Orlando, Ministro della giustizia e uno dei principali esponente dell’area socialdemocratica del PD, entrando a far parte sia dell'Assemblea nazionale che della Direzione nazionale del PD.
Alle elezioni politiche del 2018 venne ricandidata alla Camera dei deputati nel collegio uninominale Toscana - 11 (Poggibonsi), sostenuta dalla coalizione di centro-sinistra in quota PD, e rieletta per la terza volta deputata, superando i candidati del centro-destra, in quota Lega, Donatella Legnaioli (31,69%) e del Movimento 5 Stelle Gloria Vizzini (25,3%). Nella XVIII legislatura è stata componente della Commissione parlamentare d'inchiesta sulla morte di David Rossi e vicepresidente della 13ª Commissione Agricoltura.
Il 18 marzo 2021 Enrico Letta, neo-segretario del Partito Democratico, la nomina, assieme ad altre 15 persone, nella segreteria nazionale del partito, incaricandola della responsabilità politiche agricole e forestali del PD.
Alle primarie del PD del 2023 sostiene la mozione della deputata del PD Elly Schlein, che risulterà vincente con il 53,75% dei voti.

#### Sindaca di Poggibonsi
In occasione delle elezioni comunali del 2024, Cenni diventa la candidata ufficiale del PD per la carica di sindaco di Poggibonsi, risultando eletta al ballottaggio con il 60,62% dei voti.